# Свидерский, Кароль
Ка́роль Гже́гож Свиде́рский (пол. Karol Grzegorz Świderski; 23 января 1997, Равич, Польша) — польский футболист, нападающий греческого клуба «Панатинаикос» и сборной Польши. Участник двух чемпионатов Европы (2020 и 2024) и чемпионата мира 2022.

## Клубная карьера
Воспитанник школ «Равиа» и «СМС Лодзь». С 2014 года — игрок «Ягеллонии». 23 августа 2014 года дебютировал в чемпионате Польши в поединке против «Шлёнска», выйдя на замену на 90-й минуте вместо Мачея Гайоса. Всего в дебютном сезоне провёл семь встреч, забил один мяч, 3 июня 2015 года в ворота «Погони».
Начиная с сезона 2015/16 — игрок стартового состава, основной нападающий. Сыграл 31 игру, из них в половине выходил в стартовом составе, забил четыре мяча. 2 июня 2015 года дебютировал в международных матчах в поединке квалификационного раунда Лиги Европы против «Круои».
В январе 2019 года Свидерский перешёл в клуб чемпионата Греции ПАОК. По сведениям прессы сумма трансфера составила около 2 млн евро. В Суперлиге он дебютировал 27 января в матче против «ОФИ Крит», заменив на 81-й минуте Омара Эль-Каддури. 30 января в матче против «ПАС Янина» забил свой первый гол за ПАОК.
26 января 2022 года Свидерский подписал контракт с клубом MLS «Шарлотт», став первым назначенным игроком в истории новой франшизы американской лиги. Соглашение было рассчитано на срок до конца сезона 2025 и предусматривало опцию продления на сезон 2026. За «Шарлотт» он дебютировал 5 марта в матче против «Лос-Анджелес Гэлакси». 19 марта в матче против «Нью-Инглэнд Революшн» забил свои первые голы за «Шарлотт», сделав дубль. 17 сентября в матче против «Чикаго Файр» в третий раз в сезоне оформил дубль, за что был назван игроком недели в MLS.
1 февраля 2024 года Свидерский отправился в аренду в клуб итальянской Серии A «Эллас Верона» до 30 июня с опцией выкупа.

## Карьера в сборной
Свидерский был основным нападающим юношеских сборных Польши до 18 и 19 лет. Принимал участие в квалификационных и элитных отборочных матчах к чемпионату Европы 2016 года среди юношей до 19 лет, однако в финальную часть вместе со сборной не попал.
За сборную Польши Свидерский дебютировал 28 марта 2021 года в отборочном матче к чемпионату мира 2022 против сборной Андорры, в котором, выйдя на замену во втором тайме вместо Роберта Левандовского, забил гол. Был включён в состав сборной на чемпионат Европы 2020. Был включён в состав сборной на чемпионат мира 2022.

## Достижения

### «Ягеллония»
- Бронзовый призёр чемпионата Польши: 2014/15

### ПАОК
- Чемпион Греции: 2018/19
- Обладатель Кубка Греции: 2018/19